# Villamanínit
Villamanínit ist ein selten vorkommendes Mineral aus der Mineralklasse der „Sulfide und Sulfosalze“ mit der idealisierten chemischen Zusammensetzung CuS2 und damit chemisch gesehen Kupfer(II)-disulfid.
Bei natürlich vorkommenden Villamaníniten kann allerdings ein Teil des Kupfers durch Nickel, Cobalt und/oder Eisen sowie ein Teil des Schwefels durch Selen ersetzt (substituiert) sein, daher wird die Formel in verschiedenen Quellen auch mit (Cu,Ni,Co,Fe)(S,Se)2 angegeben.
Villamanínit kristallisiert im monoklinen Kristallsystem und entwickelt meist kleine, pseudokubische Kristalle (unter anderem Kuboktaeder) mit gekrümmten Kristallflächen bis etwa fünf Millimeter Länge, kommt aber auch in Form kugeliger oder traubiger Mineral-Aggregate mit radialstrahliger Struktur vor. Das Mineral ist in jeder Form undurchsichtig (opak) und von überwiegend eisenschwarzer Farbe bei rußschwarzer Strichfarbe, zeigt auf polierten Flächen jedoch eine eher hellblaugraue bis violettgraue Reflexionsfarbe.

## Etymologie und Geschichte
Entdeckt wurde das Mineral erstmals in der Mina La Divina Providencia etwa sechs Kilometer ostnordöstlich der Gemeinde Villamanín (Cármenes) in der spanischen Provinz León. Die Erstbeschreibung erfolgte 1919 durch W. R. Schoeller und A. R. Powell, die das Mineral nach dessen Typlokalität benannten.
Das Typmaterial des Minerals wird im Natural History Museum in London (Vereinigtes Königreich) unter den Katalog-Nr. 1919,309 und 1920,7 aufbewahrt.

## Klassifikation
In der veralteten 8. Auflage der Mineralsystematik nach Strunz gehörte der Villamanínit zur Mineralklasse der „Sulfide und Sulfosalze“ und dort zur Abteilung „Sulfide mit M : S < 1 : 1“, wo er gemeinsam mit Aurostibit, Cattierit, Geversit, Hauerit, Laurit, Michenerit, Penroseit, Pyrit, Sperrylith, Trogtalit und Vaesit in der „Pyrit-Reihe“ mit der Systemnummer II/C.05 steht.
In der zuletzt 2018 überarbeiteten Lapis-Systematik nach Stefan Weiß, die formal auf der alten Systematik von Karl Hugo Strunz in der 8. Auflage basiert, erhielt das Mineral die System- und Mineralnummer II/D.17-020. Dies entspricht der Klasse der „Sulfide und Sulfosalze“ und dort der Abteilung „Sulfide mit dem Stoffmengenverhältnis Metall : S,Se,Te < 1 : 1“, wo Villamanínit zusammen mit Aurostibit, Cattierit, Changchengit, Dzharkenit, Erlichmanit, Fukuchilit, Geversit, Hauerit, Insizwait, Kruťait, Laurit, Maslovit, Mayingit, Michenerit, Padmait, Penroseit, Pyrit, Sperrylith, Testibiopalladit (Q), Trogtalit und Vaesit die „Pyritgruppe“ mit der Systemnummer II/D.17 bildet.
Die von der International Mineralogical Association (IMA) zuletzt 2009 aktualisierte 9. Auflage der Strunz’schen Mineralsystematik ordnet den Villamanínit in die Klasse der „Sulfide und Sulfosalze (Sulfide, Selenide, Telluride, Arsenide, Antimonide, Bismutide, Sulfarsenide, Sulfantimonide, Sulfbismutide)“ und dort in die Abteilung „Metallsulfide mit M : S ≤ 1 : 2“ ein. Hier ist das Mineral in der Unterabteilung „M : S = 1 : 2, mit Fe, Co, Ni, PGE usw.“ zu finden, wo es zusammen mit Aurostibit, Cattierit, Dzharkenit, Erlichmanit, Fukuchilit, Gaotaiit, Geversit, Hauerit, Insizwait, Kruťait, Laurit, Penroseit, Pyrit, Sperrylith, Trogtalit und Vaesit die „Pyritgruppe“ mit der Systemnummer 2.EB.05a bildet.
In der vorwiegend im englischen Sprachraum gebräuchlichen Systematik der Minerale nach Dana hat Villamanínit die System- und Mineralnummer 02.12.01.06. Das entspricht der Klasse der „Sulfide und Sulfosalze“ und dort der Abteilung „Sulfidminerale“. Hier findet er sich innerhalb der Unterabteilung „Sulfide – einschließlich Seleniden und Telluriden – mit der Zusammensetzung AmBnXp, mit (m+n):p=1:2“ in der „Pyritgruppe (Isometrisch: Pa3)“, in der auch Pyrit, Vaesit, Cattierit, Penroseit, Trogtalit, Fukuchilit, Kruťait, Hauerit, Laurit, Aurostibit, Krutovit, Sperrylith, Geversit, Insizwait, Erlichmanit, Dzharkenit, Gaotaiit und Mayingit eingeordnet sind.

## Chemismus
Der idealisierten (theoretischen) Zusammensetzung von Villamanínit (CuS2) zufolge, die auch von der IMA angegeben wird, besteht das Mineral aus Kupfer (Cu) und Schwefel (S) im Stoffmengenverhältnis von 1 : 2, was einem Massenanteil (Gewichts-%) von 49,78 % Cu und 50,22 % S entspricht.
Mehrere Analysen am Typmaterial aus Spanien, das 1919 von Schoeller und Powel bei handverlesenen sowie an säuregereinigten körnigen und kristallinen Proben durchgeführt wurde, ergab eine Zusammensetzung von 17,65 bis 22,18 Gew.-% Cu und 47,87 bis 49,68 Gew.-% S sowie zusätzlich deutliche Gehalte von 15,58 bis 18,24 Gew.-% Nickel (Ni), 6,79 bis 7,45 Gew.-% Cobalt (Co), 4,17 bis 6,00 Gew.-% Eisen (Fe) und 0,88 bis 1,54 Gew.-% Selen (Se), die einen Teil des Kupfers beziehungsweise Schwefels diadoch ersetzen. Die empirische Mischformel wurde entsprechend mit (Cu,Ni,Co,Fe)(S,Se)2 angegeben.
1921 untersuchte E. Thomson die Proben erneut unter dem Erzmikroskop und stellte fest, dass es sich um eine Mischung aus zwei Mineralen handelte, von denen eines polydymitähnlich weiß, das andere dagegen dunkelgrau war und einer Mischung ähnelte. Das Mineral war daher zwischenzeitlich aufgrund nicht eindeutiger Datenlage diskreditiert (siehe auch  J. E. Hibsch 1928 und E. S. Simpson 1932) und wurde als kupfer- und cobalthaltige Varietät von Bravoit angesehen. Eine erneute Analyse, die Max Hutchinson Hey 1962 an 9 mg des Typmaterial durchführte, ergab dagegen wiederum eine der Erstanalyse ähnliche Zusammensetzung von 24,0 Gew.-% Cu und 54,0 Gew.-% S sowie 11,8 Gew.-% Ni, 4,0 Gew.-% Co, 5,3 Gew.-% Fe und 0,06 Gew.-% Se.

## Kristallstruktur
Schoeller und Powell schlossen aufgrund der beobachteten Kristallformen Oktaeder und Kuboktaeder sowie aus den gemessenen Flächenwinkeln, die den berechneten Winkeln idealer kubischer Körper sehr nah kamen, dass Villamanínit von kubischer Symmetrie sein müsse. Aufgrund rauer Oberflächen waren die Messungen am Goniometer jedoch nur ungenau.
Paul Ramdohr konnte 1937 aufzeigen, dass ein Großteil des Materials zu einem Gemenge aus Chalkopyrit und Linneit verwittert war. Seiner Analyse zufolge zeigte homogenes Material bei der erzmikroskopischen Prüfung ein dem Pyrit analoges Pulverdiagramm, das zonenweise etwas verschieden auf a0 = 5,65 bzw. 5,59 Å führte und sprach diese Zonen als Villamanínit an.
Erst 1996 konnten Celia Marcos Pascual, A. Paniagua, D. B. Moreiras, Santiago García-Granda und M. R. Díaz nachweisen, dass Villamanínit nicht wie die anderen Minerale der Pyritgruppe im kubischer, sondern in monokliner Symmetrie kristallisiert. Dazu wählten sie zwei Villamanínitkristalle aus zwei polierten Abschnitten des Typmaterials aus und untersuchten diese sehr sorgfältig. Den Ergebnissen dieser Analyse zufolge kristallisiert Villamanínit in der Raumgruppe P21 (Raumgruppen-Nr. 4) mit den Gitterparametern a = 5,704–5,709 Å; b = 5,703–5,707 Å; c = 5,704–5,708 Å und β = 89,99–90,01° sowie 4 Formeleinheiten pro Elementarzelle.

## Eigenschaften
Bei der Analyse des Typmaterials stellten W. R. Schoeller und A. R. Powell fest, dass Villamanínit in Pulverform löslich in Salpetersäure ist, wobei eine grünlichblaue, saure Lösung und ein Schwefelkügelchen entsteht. Durch Zugabe von Ammoniak wird die Lösung tiefblau (Nachweis für Kupfer in der Verbindung). Zudem entsteht ein brauner Niederschlag aus Eisen. Durch Erhitzen in der geschlossenen Röhre wird reichlich Schwefel und weniger ausgeprägtes auch Selen ausgetrieben, das sich als Sublimat absetzt.
Mit einer Mohshärte von 4,5 gehört Villamanínit zu den mittelharten Mineralen, das sich wie die Referenzminerale Fluorit (Härte 4) und Apatit (Härte 5) mit einem Taschenmesser ritzen lässt. Eine mehrfach durchgeführte Messung der Vickers-Mikrohärte (VHN) mit einer Prüfkraft von 20 g ergab bei kugeligen Aggregaten einen Wert zwischen 535 und 710 kg/mm2 und bei idiomorphen Kristallen einen Wert zwischen 440 und 520 kg/mm2.

## Bildung und Fundorte

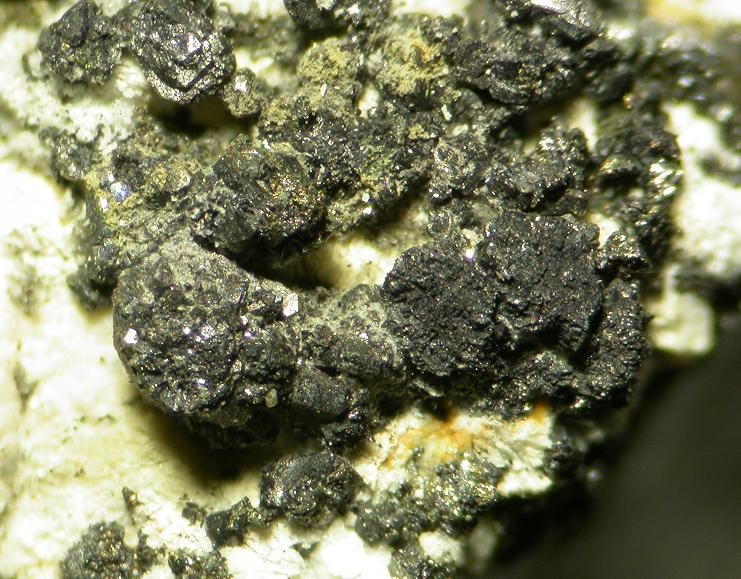
Traubiges Villamanínit-Aggregat aus der Providencia Mine, Spanien (Bildbreite 6 mm)

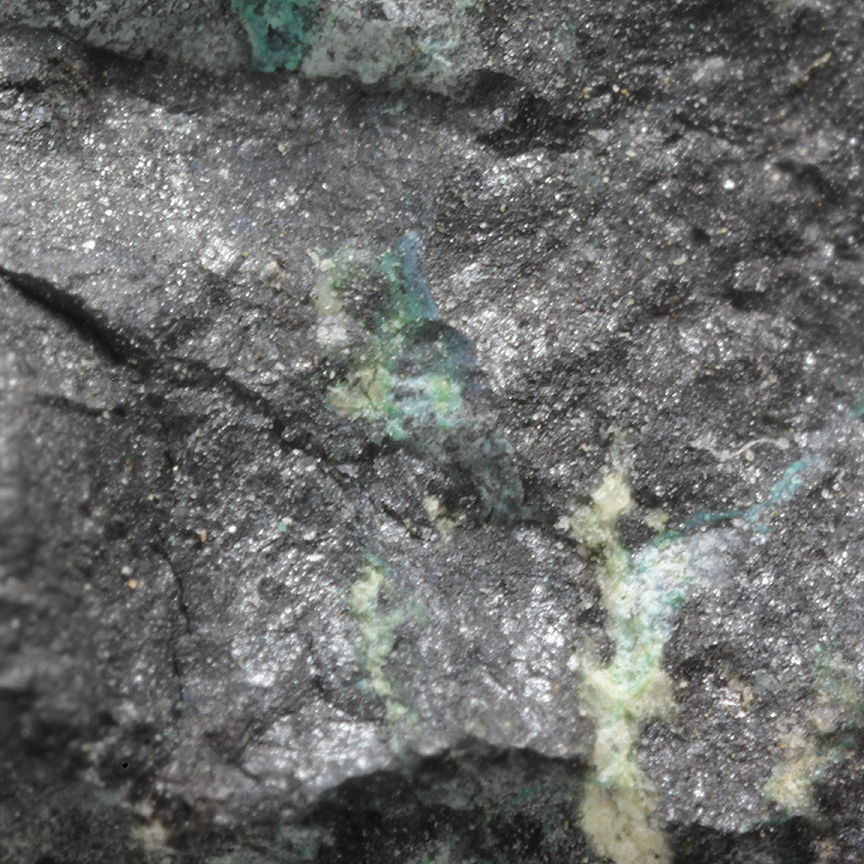
Körniges Aggregat aus dem gleichen Fundort
(Gesamtgröße: 1,7 cm × 1,5 cm × 1,2 cm)

Villamanínit bildet sich vorwiegend in Dolomitgestein, wo er neben dem namensgebenden Mineral Dolomit unter anderem noch mit Chalkopyrit, Pyrit und Quarz vergesellschaftet auftreten kann.
Als seltene Mineralbildung konnte Villamanínit nur an wenigen Fundorten nachgewiesen werden, wobei bisher etwas mehr als 10 Fundorte dokumentiert sind (Stand 2020). Außer an seiner Typlokalität Mina La Divina Providencia bei Villamanín und der nahe gelegenen Mina La Profunda fand sich das Mineral in Spanien bisher nur noch in der Mina Atrevida, wobei dieser Fundort allerdings bisher noch unbestätigt ist.
In Deutschland konnte Villamanínit unter anderem in einem Diorit-Steinbruch bei Steinerleinbach in der niederbayerischen Gemeinde Röhrnbach, im ehemaligen oberpfälzer Bergbaurevier Wölsendorf, in der Graf Jost-Christian-Zeche bei Wolfsberg und bei Dietersdorf (Gemeinde Südharz) in Sachsen-Anhalt sowie bei Lauta (Marienberg) im sächsischen Erzgebirgskreis gefunden werden.
Weitere bisher bekannte Fundorte sind die Gold-Lagerstätte Shuangwang im Kreis Taibai im Westen der chinesischen Provinz Shaanxi, die Cu-Pb-Zn-Grube Kosaka in der gleichnamigen Gemeinde Kosaka (Akita) auf der japanischen Insel Honshū, das Kupferschiefer-Bergwerk bei Lubin (Niederschlesien) und die Kohlegruben mit hydrothermaler Mineralisation bei Karniowice (Gemeinde Trzebinia) in Polen sowie die Halibut Bay im Prince of Wales-Hyder Census Area im US-Bundesstaat Alaska.
Auch in Gesteinsproben vom Ostpazifischen Rücken, genauer am Schlot EPR 21° N auf dem Juan-de-Fuca-Rücken, konnte Villamanínit nachgewiesen werden.